# Comuna Brăhășești, Galați
Brăhășești este o comună în județul Galați, Moldova, România, formată din satele Brăhășești (reședința), Corcioveni, Cosițeni și Toflea. Se află în Colinele Tutovei; lângă Zeletin și Berheci; și la o altitudine de 104 m deasupra nivelului mării. Are o suprafață de 35,71 km². Populația este de 9.091 locuitori, determinată în 1 decembrie 2021, prin recensământ, chestionar.

## Așezare
Comuna se află în marginea nord-vestică a județului, la limita cu județul Vrancea, pe malurile râului Berheci, acolo acesta primește apel afluentului Zeletin. Este străbătută de șoseaua județeană DJ241A, care o leagă spre est de Gohor, și spre nord în județul Vrancea de Tănăsoaia și Corbița și mai departe în județul Bacău de Dealu Morii, Vultureni, Oncești și Izvoru Berheciului. Lângă Corcioveni, din acest drum se ramifică șoseaua județeană DJ241G, care duce spre sud, prin reședința comunei, spre Țepu.

## Istorie
În locul "Vatra satului" s-a descoperit o așezare geto-dacică cu ceramică geto-dacică și fragmente de amfore grecești. 
La sfârșitul secolului al XIX-lea, comuna făcea parte din plasa Zeletin a județului Tecuci și era formată din satele Brăhășeștii de Jos, Brăhășeștii de Sus, Corcioveni, Cosițeni și Toflea, având împreună 2404 locuitori ce trăiau în 614 case și 30 de bordeie. În comună funcționau patru biserici (una în fiecare sat cu excepția lui Corcioveni), o școală cu 44 de elevi (dintre care 6 fete) și 11 mori de apă. Anuarul Socec din 1925 o consemnează în plasa Nicorești a aceluiași județ, având aceeași alcătuire și 3302 locuitori.
În 1950, comuna a fost transferată raionului Tecuci din regiunea Putna, apoi (după 1952) din regiunea Bârlad și (după 1956) din regiunea Galați. În 1968, a trecut la județul Galați; tot atunci, satele Brăhășeștii de Jos și Brăhășeștii de Sus au fost comasate pentru a forma satul Brăhășești.

## Monumente istorice
Două obiective din comuna Brăhășești sunt incluse în lista monumentelor istorice din județul Galați ca monumente de interes local. Unul este situl arheologic cetatea de pământ de la Cosițeni, din punctul „Cetățuia”, aflat la confluența râurilor Zeletin și Berheci, la 300 m nord de șoseaua Gohor-Brăhășești, cetate datând din secolele al IV-lea–al III-lea î.e.n. din perioada Latène, cultura geto-dacică. Altul este monumentul istoric de arhitectură reprezentat de moara de apă din secolul al XIX-lea aflată în marginea sudică a satului Brăhășești, la sud de pârâul Hanului. Totodată, zona satelor Brăhășești-Toflea este limita vestică a valului lui Athanaric.

## Demografie
Componența etnică a comunei Brăhășești
     Romi (58,77%)
     Români (21,54%)
     Alte etnii (0,02%)
     Necunoscută (19,67%)
Componența confesională a comunei Brăhășești
     Penticostali (52,56%)
     Ortodocși (27,59%)
     Alte religii (0,16%)
     Necunoscută (19,69%)
Conform recensământului efectuat în 2021, populația comunei Brăhășești se ridică la 9.091 de locuitori, în creștere față de recensământul anterior din 2011, când fuseseră înregistrați 8.847 de locuitori. Majoritatea locuitorilor sunt romi (58,77%), cu o minoritate de români (21,54%), iar pentru 19,67% nu se cunoaște apartenența etnică. Din punct de vedere confesional, majoritatea locuitorilor sunt penticostali (52,56%), cu o minoritate de ortodocși (27,59%), iar pentru 19,69% nu se cunoaște apartenența confesională.

## Politică și administrație
Comuna Brăhășești este administrată de un primar și un consiliu local compus din 17 consilieri. Primarul, Mircea Dumitru[*], de la Partidul Social Democrat, este în funcție din 2012. Începând cu alegerile locale din 2024, consiliul local are următoarea componență pe partide politice:
|  | Partid                    | Consilieri | Componența Consiliului | Componența Consiliului | Componența Consiliului | Componența Consiliului | Componența Consiliului | Componența Consiliului | Componența Consiliului | Componența Consiliului | Componența Consiliului | Componența Consiliului | Componența Consiliului | Componența Consiliului | Componența Consiliului | Componența Consiliului |
|  | ------------------------- | ---------- | ---------------------- | ---------------------- | ---------------------- | ---------------------- | ---------------------- | ---------------------- | ---------------------- | ---------------------- | ---------------------- | ---------------------- | ---------------------- | ---------------------- | ---------------------- | ---------------------- |
|  | Partidul Social Democrat  | 14         |                        |                        |                        |                        |                        |                        |                        |                        |                        |                        |                        |                        |                        |                        |
|  | Partidul Național Liberal | 3          |                        |                        |                        |                        |                        |                        |                        |                        |                        |                        |                        |                        |                        |                        |